# Гилијам (Луизијана)
Гилијам (енгл. Gilliam) град је у америчкој савезној држави Луизијана.

## Демографија
По попису из 2010. године број становника је 164, што је 14 (-7,9%) становника мање него 2000. године.
| Група             | 2000.      | 2010.      |
| Белци             | 97 (54,5%) | 96 (58,5%) |
| Афроамериканци    | 80 (44,9%) | 63 (38,4%) |
| Азијати           | 0 (0,0%)   | 0 (0,0%)   |
| Хиспаноамериканци | 1 (0,6%)   | 0 (0,0%)   |
| Укупно            | 178        | 164        |